# Resolução 259 do Conselho de Segurança das Nações Unidas
A Resolução 259 do Conselho de Segurança das Nações Unidas aprovada em 18 de setembro de 1968, preocupado com o bem-estar dos habitantes dos territórios árabes ocupados por Israel após a Guerra dos Seis Dias, o Conselho solicitou que o Secretário-Geral enviasse um Representante Especial para informar sobre a implementação da Resolução 237. O Conselho solicitou que Israel receba e coopere com o Representante Especial e que o Secretário-Geral deve ter toda a cooperação para implementar a presente resolução.
A resolução foi aprovada com 12 votos; Canadá, Dinamarca e os Estados Unidos se abstiveram.